# Acacia gaumeri
Acacia gaumeri é uma espécie de legume da família das Fabaceae. Apenas pode ser encontrada no México.